# Портланд (Мејн)
Портланд (енгл. Portland) град је у САД у савезној држави Мејн. По подацима из 2007. године у граду је живело 62.875 становника.

## Демографија
По попису из 2010. године број становника је 66.194, што је 1.945 (3,0%) становника више него 2000. године.
|                   | 2010.           | 2000.           |
| Укупно            | 66 194 (100,0%) | 64 249 (100,0%) |
| Белци             | 55 336 (83,60%) | 58 201 (90,59%) |
| Афроамериканци    | 4 684 (7,076%)  | 1 665 (2,591%)  |
| Азијати           | 2 305 (3,482%)  | 1 982 (3,085%)  |
| Хиспаноамериканци | 1 998 (3,018%)  | 974 (1,516%)    |
| Остали            | 1 871 (2,827%)  | 1 427 (2,221%)  |